# Love Is Like
Love Is Like è l'ottavo album in studio del gruppo musicale statunitense Maroon 5, pubblicato il 15 agosto 2025 dalla 222 Records e dalla Interscope Records.

## Antefatti
Il 7 aprile 2025, Adam Levine ha confermato al The Tonight Show Starring Jimmy Fallon che la band aveva in programma di pubblicare un album in uscita "nel corso dell'estate". Ha anche rivelato che l'album avrebbe preceduto un tour che sarebbe iniziato "più o meno in autunno". Il 23 giugno i Maroon 5 hanno annunciato ufficialmente il loro ottavo album in studio, Love Is Like, la cui uscita è stata fissata per il 15 agosto: si tratta del primo album della band dopo quattro anni. Hanno anche annunciato un tour negli stadi degli Stati Uniti per promuovere l'album, che inizierà il 6 ottobre a Phoenix e terminerà il 25 novembre a Detroit.
Levine ha affermato che, per la produzione dell'album, la band ha deciso che era giunto il momento di ricominciare a scrivere come collettivo, volendo ritrovare l'atmosfera che avevano quando avevano iniziato. Il chitarrista James Valentine ha affermato che, sebbene all'inizio la band avesse deciso di non avvalersi più di produttori esterni, non li ha eliminati del tutto, anche se le prime cinque tracce che il gruppo ha scritto per l'album sono state composte principalmente dai soli membri.

## Singoli
L'album è stato promosso da quattro singoli. Il singolo principale, Priceless, realizzato in collaborazione con la rapper thailandese Lisa, è stato pubblicato il 2 maggio 2025. Il secondo singolo, intitolato All Night, è stato reso disponibile su tutte le piattaforme il 23 giugno. La canzone ha debuttato alla posizione numero 76 e ha raggiunto la posizione numero 67 nella classifica dei singoli croata. Il video musicale del brano è un omaggio al singolo del 1986 di Robert Palmer, Addicted to Love. Il terzo singolo, California, è stato pubblicato il 17 luglio. La title track, Love Is Like, è stata pubblicata come quarto singolo il 14 agosto.

## Tracce
1. Hideaway – 2:49 (Adam Levine, Sam Farrar, Federico Vindver, Jacob Kasher Hindlin, Natalie "Naliya" Solomon, Elof Loelv)
2. Love Is Like (feat. Lil Wayne) – 2:54 (Adam Levine, Dwayne Carter, Bobby Love, Federico Vindver, Jacob Kasher Hindlin, Josephine Armstead, Natalie "Naliya" Solomon, Nickolas Ashford, Rio Root, Valerie Simpson)
3. All Night – 2:45 (Adam Levine, Sam Farrar, James Valentine, Federico Vindver, Jacob Kasher Hindlin, Michael Pollack)
4. Yes I Did – 3:36 (Adam Levine, Federico Vindver, Natalie "Naliya" Salomon, Rio Root, Sam Dees)
5. Priceless (con Lisa) – 2:43 (Adam Levine, Sam Farrar, Lisa, Federico Vindver, Jacob Kasher Hindlin, Michael Pollack, Ali Tamposi, Rhea Rajagopalan)
6. I Like It (feat. Sexyy Red) – 2:32 (Adam Levine, Janae Wherry, Earl Moss, Woody Price, Federico Vindver, Jacob Kasher Hindlin)
7. Burn Burn Burn – 2:33 (Adam Levine, Federico Vindver, Jacob Kasher Hindlin, Natalie "Naliya" Salomon, Charlie Hunter, Rio Root)
8. Jealousy Problems – 2:51 (Adam Levine, Lenny Goldsmith, Viktor Thylwe, Federico Vindver, Natalie "Naliya" Salomon,  Elof Loelv)
9. My Love – 2:37 (Adam Levine, Sam Farrar, Federico Vindver, Jacob Kasher Hindlin, Elof Loelv)
10. California – 2:16 (Adam Levine, Federico Vindver, Natalie "Naliya" Salomon)